# Сорквіти
Сорквіти (пол. Sorkwity, нім. Sorquitten) — село в Польщі, у гміні Сорквіти Мронґовського повіту Вармінсько-Мазурського воєводства.
Населення — 725 осіб (2011).

## Демографія
Демографічна структура станом на 31 березня 2011 року:
|          | Загалом | Допрацездатний вік | Працездатний вік | Постпрацездатний вік |
| -------- | ------- | ------------------ | ---------------- | -------------------- |
| Чоловіки | 350     | 58                 | 273              | 19                   |
| Жінки    | 375     | 71                 | 229              | 75                   |
| Разом    | 725     | 129                | 502              | 94                   |